# Anna (voornaam)
Anna is een voornaam of persoonsnaam. Anna is de Griekse vorm van het Hebreeuwse Hanna wat "lieflijke, genadige" betekent.
De naam Anne komt in Nederland en met name in het Friese taalgebied ook als jongensnaam voor. Deze naam kan uitgesproken worden als Anne en als Oane. Als jongensnaam is het een variant van Ane en mogelijk een verkorting van Germaanse arn-namen met de betekenis "adelaar".

## Afgeleiden
Afgeleiden van deze naam zijn:
- An
- Ania
- Ana (Spaans)
- Anča (Tsjechisch) (verkleinwoord)
- Andzia (Pools) (verkleinwoord)
- Ania (Pools) (verkleinwoord)
- Anička (Tsjechisch) (verkleinwoord)
- Anita (Italiaans en Spaans)
- Anja
- Anje
- Anka (Pools en Tsjechisch) (verkleinwoord)
- Anke
- Ankie (Friese vorm)
- Ann
- Annabel
- Annabelle
- Anne
- Annebeth
- Anneke
- Annetje
- Annette
- Annick
- Anniek
- Annieke
- Anique (Frans)
- Annika (Scandinavische vorm die van het Nederduitse of Nederlandse Anneke is afgeleid)
- Annette (Franse vorm) (andere spellingen: Annet, Anet etc.)
- Annie
- Annigje
- Ans
- Antje
- Anulka (Pools) (verkleinwoord)
- Aonne (mannelijk)
- Ânne (mannelijk, Fries)
- Ninon (Frans)[2]

Ook komt de naam vaak voor in samenstellingen zoals:
- Annalies, Annalisa (Italiaans), Annelies, Anneliese, Annelieze (van Anna en Elisabeth)
- Annechien
- Annegreet
- Annegret (Anne-Grith, Anne-Margriet)
- Annehilde (Anne-Hilde)
- Anneleen
- Annelie (van Anna en Louise)
- Anneloes (andere spelling: Annelous)
- Anne-Marlijn
- Annemarie, Annamaria, Anne-Marie, Anne-Marijn, Annemie(ke), Annerie (van Anna en Maria)
- Annemijn
- Anne-Jan (mannelijk)
- Anne-Sophie
- Anne-Wil
- Anna-Sophie

## Mythologie
- In de Romeinse mythologie was Anna de zuster van koningin Dido van Carthago.

## Christendom
- In de Bijbel, in Lucas 2:36 wordt Anna/Hanna genoemd als profetes.
- De Heilige Anna is uit de mondelinge overlevering bekend als de moeder van Maria, de moeder van Jezus Christus. Zij was gehuwd met de Heilige Joachim.

## Bekende naamdraagsters

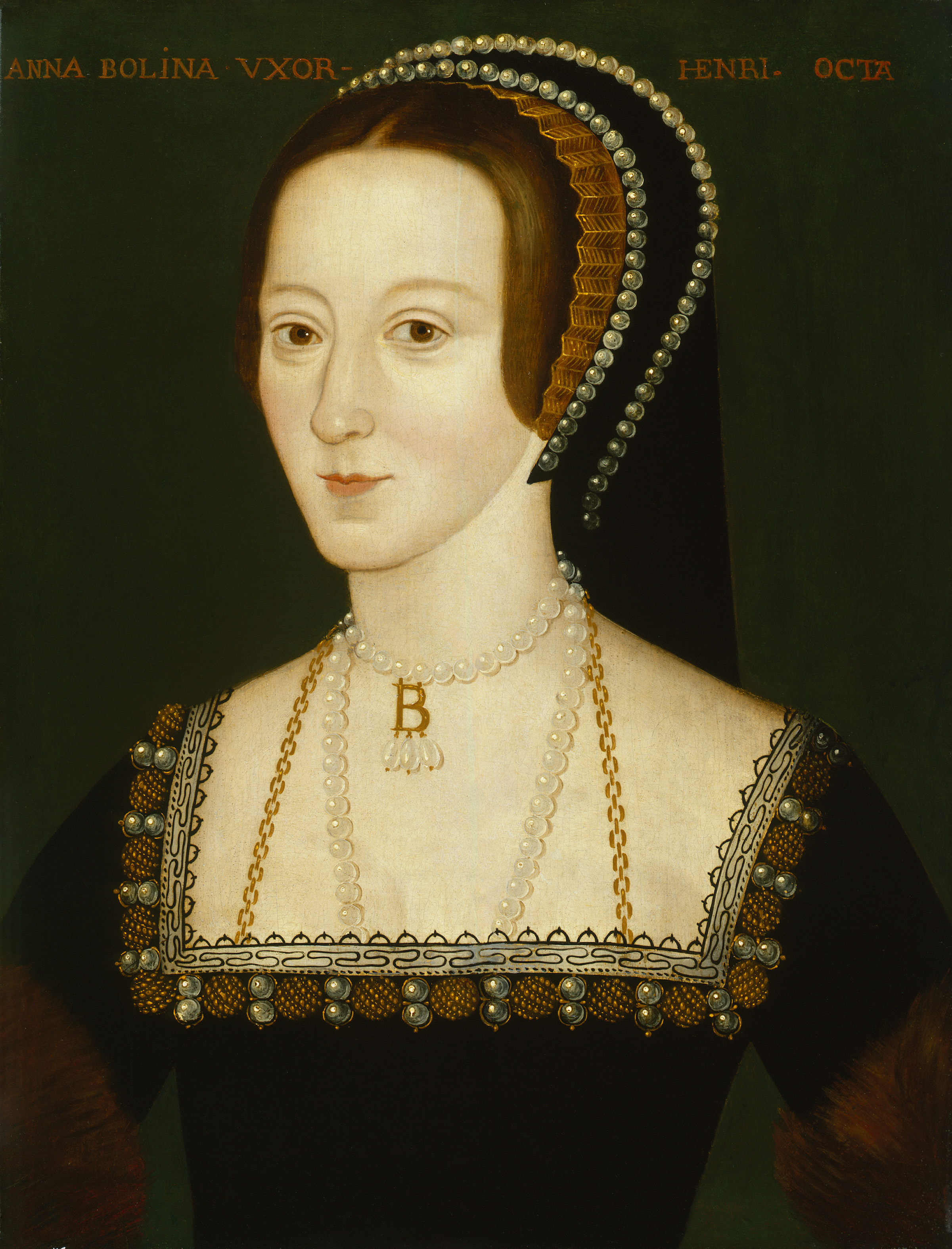
Anna Boleyn
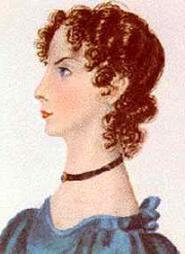
Anne Brontë

### Europese adel/koningshuizen
Engeland
- Anna Boleyn (1507?-1536), koningin van Engeland
- Anna van Groot-Brittannië of Anna Stuart (1665-1714), koningin van Engeland en Schotland en later Groot-Brittannië.
- Anna van Kleef (1515-1557), koningin van Engeland

Frankrijk
- Anne Marie Louise van Bourbon-Orléans genoemd Anna van Montpensier
- Anna van Beaujeu of Frankrijk (1462-1522), 'de Beaujeu', burggravin van Thouars
- Anna van Bretagne of Montfort (1477-1514), hertogin van Bretagne, gravin van Montfort en koningin-gemalin van Frankrijk

Oostenrijk
- Anna van Oostenrijk (1528-1590), dochter van keizer Ferdinand I van het Heilige Roomse Rijk, gehuwd met hertog Albrecht V van Beieren.
- Anna van Oostenrijk (1549-1580), dochter van keizer Maximiliaan II van het Heilige Roomse Rijk, gehuwd met koning Filips II van Spanje.
- Anna van Oostenrijk (1573-1598), dochter van aartshertog Karel II van Oostenrijk, gehuwd met koning Sigismund III van Polen.
- Anna van het Heilige Roomse Rijk (1585-1618), dochter van aartshertog Ferdinand II van Oostenrijk, gehuwd met keizer Matthias van het Heilige Roomse Rijk.
- Anna van Oostenrijk (1601-1666), dochter van koning Filips III van Spanje, gehuwd met koning Lodewijk XIII van Frankrijk.
- Anna-Astrid van Oostenrijk-Este, dochter van Prins Amedeo van België.

Nederland(en)
- Anna van Egmont of Buren (1533-1558), 1e vrouw van Willem van Oranje, gravin van Buren, Lingen en Leerdam en vrouwe van IJsselstein (et al.)
- Anna van Saksen (1544-1577), 2e vrouw van Willem van Oranje
- Anna van Hannover (1709–1759), vrouw van stadhouder Willem IV
- Anna Paulowna van Rusland (1795-1865), echtgenote van koning Willem II der Nederlanden

Rusland
- Anna van Rusland (1693-1740), hertogin van Koerland en Semgallen en tsarina van Rusland

### Overige bekende naamdraagsters
- Ana Moura, Portugees zangeres
- Ann Petersen, Vlaamse actrice
- Anna Enquist, pseudoniem van schrijver Christa Widlund-Broer
- Anna Comnena, dochter van Alexius I van Byzantium en historica
- Anna Chlumsky, Amerikaanse actrice
- Anna Chancellor, Amerikaanse actrice
- Anna Leonowens, gouvernante aan het Hof van de Koning van Siam (Thailand)
- Anna Przybylska, Pools model, actrice
- Anna Serierse, Nederlands zangeres
- Anne Brontë, Engelse schrijfster
- Annechien Steenhuizen, Nederlandse nieuwslezeres
- Anne Frank
- Anne van Veen, Nederlandse kleinkunstzangeres
- Annelies Törös, Belgisch model, mannequin, Miss België 2015
- Annelies Van Herck, Vlaamse nieuwslezeres
- Annemarie Grewel, Nederlandse politica
- Anne-Sophie Mutter, Duitse violiste
- Anne Provoost, Vlaamse auteur
- Anne-Mieke Ruyten, Nederlandse actrice
- Anne-Ruth Wertheim, Nederlands docent, publicist en activist
- Anne Sofie von Otter, Zweedse mezzosopraan
- Anne Teresa De Keersmaeker, Vlaamse choreografe
- Anne Wil Blankers, Nederlandse actrice
- Anne Will, Duitse journaliste
- Annette Bening, Amerikaanse actrice
- Annette Funicello, Amerikaanse actrice

## Bekende naamdragers
- Anne Soldaat, Nederlands gitarist
- Anne de Vries, Nederlandse schrijver
- Anne Vondeling, Nederlandse politicus en voormalig (Vice)minister
- Anne van der Meiden, Nederlandse theoloog en communicatiewetenschapper
- Anne van der Bijl, Nederlandse evangelist, mensenrechtenactivist en schrijver
- Anne Willem Carel baron van Nagell van Ampsen (1756-1851), Nederlandse edelman, minister, ambassadeur
- Willem Anne baron Schimmelpenninck van der Oye, Tweede Kamerlid en minister onder Willem I
- Ludolph Anne Jan Wilt baron Sloet van de Beele, historicus en politicus
- Guillaume Anne baron de Constant Rebecque de Villars, Nederlandse militair
- Louis Marie Anne Couperus, schrijver
- Anne Maurits Cornelis van Hall, jurist

## Plaatsnamen met Anna
- Anna Paulowna
- Anna, Voronezh Oblast in Rusland
- Sint-Annen
- Sint-Anneke, Linkeroever van de Schelde in Antwerpen
- Sint Annaland
- Sint Annaparochie
- Sint Anna ter Muiden
- Annen
- Nieuw Annerveen
- Oud Annerveen
- Hamme Sint-Anna
- Anna (Ohio)
- Santa Anna
- St. Anne (Illinois)
- Anna (Valencia, spanje)

## Media
- Anne, een single van Kayak
- Anne een liedje van Herman van Veen over Anne van Veen
- Anne, een single van Clouseau uit 1989